# Redditività
La redditività, in ambito aziendale, indica la percentuale di guadagno percepita dai soci che hanno investito nel capitale proprio dell'azienda il proprio denaro o i propri beni. L'indicatore della redditività del capitale proprio dei soci investito nell'azienda è dato dal ROE (return on equity=redditività del capitale proprio) che è il risultato del rapporto tra l'utile netto dell'esercizio e il capitale proprio.
Questo indice deve essere confrontato con lo stesso indice riferito agli anni precedenti e con quello delle altre imprese dello stesso settore per poterne esprimere un giudizio in termini positivi o negativi. Se paragonato con forme alternative di investimento, occorre che sia almeno superiore a forme di investimento che abbiano un basso tasso di rischio come i BOT.
La redditività deve essere superiore in quanto l'attività d'impresa, a differenza dei BOT, presenta un grado di rischio che non rende certo l'ottenimento della remunerazione (potrebbe verificarsi la possibilità che non vi siano utili, perché i costi potrebbero superare i ricavi).